# Calyculogygas uruguayensis
Calyculogygas uruguayensis är en malvaväxtart som beskrevs av Antonio Krapovickas. Calyculogygas uruguayensis ingår i släktet Calyculogygas och familjen malvaväxter. Inga underarter finns listade i Catalogue of Life.